# Maxi Priest
Maxi Priest vlastním jménem Max Elliot (* 10. června 1961 Lewisham, Londýn) je anglický pop-rockový zpěvákem jamajského původu.
Jeho zpěv vychází z reggae a je ovlivněn tvorbou Boba Marleyho a také soulem, popem a jazzem. Zpočátku vystupoval se skupinou Saxon International Sound System. Prosadil se hity Strollin'on, In The Sprindtime, Crazy Love a Wild World. Později následovaly další skladby jako Close To You. Na jeho nahrávkách se podíleli i členové skupiny Aswad a dvojice Sly and Robbie.

## Diskografie
- You're Save (1985, Virgin - Ten)
- Intentions (1986, Virgin - Ten)
- Maxi (1987, Virgin - Ten)
- Bona Fide (1990, Virgin - Ten)
- Best Of Me (1991, Virgin, komp.)
- Man With The Fun (1996, Virgin)